# Charles Stevens (attore)
Charles Stevens (Solomon, 26 maggio 1893 – Los Angeles, 22 agosto 1964) è stato un attore statunitense.
Recitò in quasi 200 film tra il 1915 e il 1961. Amico intimo dell'attore Douglas Fairbanks, Stevens lavorò in quasi tutti i film di Fairbanks.

## Biografia
Stevens nacque a Solomonville, in Arizona; suo padre era uno sceriffo dell'Arizona di nome George Stevens e sua madre una donna messicana di nome Eloisa Michelena. Stevens non era, come sostengono molte biografie, il nipote di Geronimo. L'informazione errata potrebbe essere attribuita allo stesso Stevens, che aveva affermato tale parentela, e agli studi cinematografici che "pubblicizzarono" il presunto legame.
Stevens iniziò la sua carriera durante l'era del cinema muto, interpretando principalmente nativi americani e messicani nei western. Durante gli anni '30 e '40, ebbe ruoli nelle serie cinematografiche Wild West Days e Overland Mail. Negli anni '50, Stevens recitò in diverse serie televisive, tra cui Wild Bill Hickok, The Adventures of Kit Carson, Sky King, Il cavaliere solitario, Zorro e in due episodi de Le avventure di Rin Tin Tin (1954-1958), in cui interpretò Geronimo.
Fece la sua ultima apparizione sullo schermo nel film The Outsider (1961), con Tony Curtis.
Stevens morì il 22 agosto 1964 ed è sepolto nel Valhalla Memorial Park a North Hollywood nella contea di Los Angeles, in California.

## Filmografia parziale

### Cinema
- Double Trouble, regia di Christy Cabanne (1915)
- The Mystery of the Leaping Fish, regia di John Emerson (1916) - cortometraggio muto
- I tre moschettieri (The Three Musketeers), regia di Fred Niblo (1921)
- Chandu the Magician, regia di William Cameron Menzies e Marcel Varnel (1932)
- Forced Landing, regia di Gordon Wiles (1941)
- Sakiss, vendetta indiana (The Vanishing American), regia di Joseph Kane (1955)

### Televisione
- Le avventure di Jet Jackson (Captain Midnight) – serie TV, episodio 2x07 (1955)
- Frida (My Friend Flicka) – serie TV, episodio 1x33 (1956)
- Zorro – serie TV, 2 episodi (1957-1958)
- The Alaskans – serie TV, episodio 1x30 (1960)
- Gli uomini della prateria (Rawhide) – serie TV, episodio 3x10 (1960)
- Maverick – serie TV, episodio 4x04 (1960)
- Lo sceriffo indiano (Law of the Plainsman) – serie TV, episodio 1x29 (1960)